# Circulocolumella hahashimensis
Circulocolumella hahashimensis — вид грибів, що належать до монотипового роду  Circulocolumella із нез'ясованим до кінця систематичним положенням.

## Поширення та середовище існування
Знайдений у лісовій місцевості на островах Бонін, Японія.